# Bundesstraße 160

Die Bundesstraße 160 (Abkürzung: B 160) war eine geplante deutsche Bundesstraße im Norden Ostsachsens, die die Regionen Weißwasser und Hoyerswerda in der Oberlausitz miteinander verbinden sollte.

## Verlauf
Als Ost-West-Schnellverbindung sollten von der Bundesautobahn 13 bei Ruhland aus die Industriegebiete Boxberg/O.L. und Schwarze Pumpe überregional besser straßenseitig erschlossen werden und gleichzeitig der grenzüberschreitende Verkehr nach Polen (Woiwodschaft Lebus) gebündelt werden. Dazu wurde unter anderem zwischen Sagar und Łęknica ein weiterer Grenzübergang zur Entlastung des Stadtübergangs Bad Muskau/Łęknica eröffnet.
Gegen den favorisierten Trassenverlauf „B 160 Nordroute“ sprachen sich unter anderem die Gemeinden der Verwaltungsgemeinschaft Schleife (Schleife, Groß Düben und Trebendorf) aus. Teilweise wäre die Strecke durch mögliche Umsiedlungsgebiete des Tagebaus Nochten verlaufen. Im Rahmen des Trebendorf-Vertrags über die Umsiedlung des Trebendorfer Ortsteils Hinterberg gab der sächsische Ministerpräsident Stanislaw Tillich bekannt, dass es für die Gemeinden keine Doppelbelastung von Tagebau und verkehrsstarker Bundesstraße geben wird.

## Planung
Der Arbeitsname war in den 1990er Jahren zunächst Bundesstraße 156a im Abschnitt Weißwasser (B 156) – Spremberg (B 97).
Gleichzeitig war eine Bundesautobahn 16 in der Vorplanung, die in ihrer Südtrasse eine hochrangige Verbindung zwischen Senftenberg (A 13) in Richtung Bad Muskau/Żary (polnische A18) bilden sollte.
Später hieß der Arbeitsname des Projektes Bundesstraße 160. In den Jahren 1992 und 2003 war die Straße im vordringlichen Bedarf des Bundesverkehrswegeplans enthalten. Allerdings wurde das Raumordnungsverfahren bis 2011 nicht eröffnet. Die Kosten für den 21 Kilometer langen Abschnitt zwischen Hoyerswerda (B 97) und Weißwasser (B 156) wurden auf 35,2 Mio. EUR geschätzt.
Am 29. Juli 2011 wurde bekannt, dass die Planungen für die Bundesstraße gestoppt wurden. Das Bundesverkehrsministerium hat die Vorplanung eingestellt. Begründung sei, dass eine neue Fernstraße die Umwelt zu stark belasten würde. Frühestens im Jahr 2030 soll ein eventueller Bau der Bundesstraße wieder geprüft werden.
Nach der Einstellung der Planungen der B 160 wurde der Bau einer Staatsstraße ins Spiel gebracht und in den Landesentwicklungsplan Sachsen aufgenommen. In die Staatsstraße sollen Abschnitte bereits vorhandener Straßen einbezogen werden. Angedacht ist die Verbindung der Bundesstraße 97 bei Schwarze Pumpe mit der Spreestraße (K8481), die von Boxberg nach Neustadt (Spree) führt. In den Verlauf der Staatsstraße würden damit die Industriestandorte Boxberg und Schwarze Pumpe eingebunden.